# Romuald Rappaport
Romuald Rappaport (* 28. August 1898 in Stanislau, Österreich-Ungarn; † 16. Oktober 1948 in Katoomba, Australien) war ein österreichischer Filmmanager und Filmproduzent.

## Leben und Wirken
Der aus dem altösterreichischen Landesteil Galizien stammende Rappaport war früh nach Wien gekommen. Dort erwarb er seine Filmkenntnisse von der Pike auf, später wirkte er auch für die UFA. Schließlich wurde Rappaport von den amerikanischen Universal Studios zum Leiter der osteuropäischen Filialen in Wien bestellt. Seit die Universal 1934 in Deutschland und ab 1936 auch in Österreich nicht mehr produzieren konnte, da sich die österreichischen und ungarischen Rassegesetze den NS-deutschen, antisemitischen Richtlinien unterwarfen, blieb Romuald Rappaport de facto beschäftigungslos.
Zwar gründete er 1936 die Rora-Film, Wien-Budapest, doch konnte er mit seiner winzigen Gesellschaft lediglich einen einzigen Film herstellen: die Kindergeschichte „Mircha“, die auch unter den Titeln „Der kleine Kavalier“ und „Bubi“ verliehen wurde. Daraufhin übersiedelte Rappaport im Mai 1937 nach Paris. Schließlich wanderte der Österreicher nach Australien aus, wo er, gerade 50 Jahre alt, im Oktober 1948 in einem kleinen Ort inmitten der Blue Mountains verstarb.